# Pseudocercospora lonicerae
Pseudocercospora lonicerae är en svampart som först beskrevs av Chupp, och fick sitt nu gällande namn av U. Braun & Crous 2003. Pseudocercospora lonicerae ingår i släktet Pseudocercospora och familjen Mycosphaerellaceae.   Inga underarter finns listade i Catalogue of Life.